# STS-33
STS-26 e тридесет и втората мисия на НАСА по програмата Спейс шатъл и девети полет на совалката Дискавъри. Това е седмата мисия след катастрофата на совалката Чалънджър през 1986 г. и пета мисия в интерес на Министерството на отбраната на САЩ.

## Екипаж
| Пост                    | Астронавт                               |
| ----------------------- | --------------------------------------- |
| Командир                | Фредерик Грегори втори космически полет |
| Пилот                   | Джон Блаха втори космически полет       |
| Специалист на мисията 1 | Стори Мъсгрейв трети космически полет   |
| Специалист на мисията 2 | Менли Картър първи космически полет     |
| Специалист на мисията 3 | Кетрин Торнтън първи космически полет   |

- Броят на полетите е преди и включително тази мисия.

## Полетът
Мисията е пети полет на совалка в интерес на Министерството на отбраната и поради това много детайли от нея са секретни. Полезния товар на мисията се предполага, че е спътник Магнум-ELINT (ELINT – ELectronic INTelligence, електронно разузнаване), разположен на геосинхронна орбита над територията на СССР. Други подобни спътници са изведени при мисии STS-51C и STS-38.
Той е изведен от товарния отсек на совалката на седмата обиколка, а след това с помощта на собствения си ускорител заема планираната си геосинхронна орбита с височина 519 км.
Совалката „Дискавъри“ се приземява във Военновъздушната база „Едуардс“ (Edwards Air Force Base) на 18 март 1989 г. след 5 денонощия и 6 минути прекарани в космоса. 6 дни по-късно е прехвърлена в Космическия център „Кенеди“, Флорида.

## Параметри на мисията
- Маса:
  - Ускорител на втората степен: 18 000 кг
  - Полезен товар (спътник "Магнум-ЕLINT": 3000 кг
- Перигей: 207 км
- Апогей: 214 км
- Инклинация: 28,45°
- Орбитален период: 88.7 мин

## Галерия
- Стартът на мисия STS-33.
- Поглед към опашката на совалката.
- Крилото на совалката и хоризонта на Земята.
- Медальон с емблемата на мисията STS-33.